# Тунгурауа
Тунгурауа (исп. Tungurahua, от кечуа Tunguri — «горло» и rahua — «огонь», то есть «огненное горло») — действующий вулкан в Эквадорских Андах (Кордильера-Реаль), на территории национального парка Сангай. По названию вулкана названа и провинция Тунгурауа, на территории которой он расположен. Абсолютная высота вулкана 5023 метра над уровнем моря.
Вулкан активен начиная с 1999 года (когда из-за угрозы от него было временно эвакуирован ближайший город Баньос), с крупнейшими извержениями 16 августа 2006 и 6 февраля 2008 года. Два населённых пункта в центральном Эквадоре засыпало пеплом.

17 декабря 2012 года вулкан снова стал активен. Правительство Эквадора объявило второй («оранжевый») уровень тревоги для близлежащих городов, жители которых готовились к эвакуации.
1 февраля 2014 года было снова зарегистрировано крупное извержение вулкана